# لیتلفیلد، میشیگان
لیتلفیلد (به انگلیسی: Littlefield Township) یک منطقهٔ مسکونی در ایالات متحده آمریکا است که در شهرستان امت، میشیگان واقع شده‌است.
 لیتلفیلد  ۲٬۹۷۸ نفر جمعیت دارد و ۱۸۲ متر بالاتر از سطح دریا واقع شده‌است.